# Rossana de los Ríos
Rossana de los Ríos (* 16. September 1975 in Asunción) ist eine ehemalige paraguayische Tennisspielerin.

## Karriere
Sie gewann 1992 die French Open bei den Juniorinnen. 1992 und 2000 nahm sie für ihr Land an den Olympischen Spielen teil. Auf ITF-Turnieren gewann sie in ihrer Karriere acht Einzel- und vier Doppeltitel.
Für die paraguayische Fed-Cup-Mannschaft absolvierte sie von 1991 bis 2010 insgesamt 44 Partien, bei denen sie 27 Siege feiern konnte.
1994 heiratete Rossana de los Ríos den Fußballspieler Gustavo Neffa. Ihre 1997 geborene Tochter Ana Paula Neffa de los Ríos spielt ebenfalls Tennis.

## Turniersiege

### Einzel
| Nr. | Datum              | Turnier            | Kategorie   | Belag     | Finalgegnerin           | Ergebnis       |
| --- | ------------------ | ------------------ | ----------- | --------- | ----------------------- | -------------- |
| 1   | 12. September 1999 | Buenos Aires       | ITF $10.000 | Sand      | Melisa Arevalo          | 6:0, 6:2       |
| 2   | 3. Dezember 2006   | San Diego          | ITF $50.000 | Hartplatz | Ivana Abramović         | 6:0, 6:2       |
| 3   | 20. Mai 2007       | Palm Beach Gardens | ITF $25.000 | Sand      | Brenda Schultz-McCarthy | 7:5, 6:4       |
| 4   | 9. September 2007  | Mestre             | ITF $50.000 | Sand      | Alissa Kleibanowa       | 6:4, 3:6, 6:1  |
| 5   | 23. September 2007 | Albuquerque        | ITF $75.000 | Hartplatz | Maret Ani               | 7:66, 1:6, 6:2 |
| 6   | 5. April 2009      | Pelham             | ITF $25.000 | Sand      | Jorgelina Cravero       | 6:4, 6:1       |
| 7   | 1. November 2009   | Bayamón            | ITF $25.000 | Hartplatz | Mirjana Lučić-Baroni    | 6:3, 6:4       |
| 8   | 6. Dezember 2009   | Buenos Aires       | ITF $25.000 | Sand      | Paula Ormaechea         | 7:5, 6:1       |

### Doppel
| Nr. | Datum              | Turnier      | Kategorie   | Belag     | Partnerin           | Finalgegnerinnen                              | Ergebnis      |
| --- | ------------------ | ------------ | ----------- | --------- | ------------------- | --------------------------------------------- | ------------- |
| 1   | 12. September 1999 | Buenos Aires | ITF $10.000 | Sand      | Geraldine Aizenberg | Eugenia Chialvo Jorgelina Cravero             | 7:5, 6:1      |
| 2   | 27. September 1999 | Asunción     | ITF $10.000 | Sand      | Larissa Schaerer    | Mariana Mesa Alienor Tricerri                 | 6:2, 6:3      |
| 3   | 14. November 1999  | Monterrey    | ITF $25.000 | Hartplatz | Mariana Díaz-Oliva  | Alice Canepa Clarisa Fernández                | 4:6, 7:6, 6:3 |
| 4   | 25. November 2007  | Mexiko-Stadt | ITF $25.000 | Hartplatz | Surina De Beer      | Daniela Munoz-Gallegos Valeria Pulido-Velasco | 6:3, 6:1      |

## Abschneiden bei Grand-Slam-Turnieren

### Einzel
| Turnier         | 2000 | 2001 | 2002 | 2003 | 2004 | 2005 | 2006 | 2007 | 2008 | 2009 | 2010 | Bilanz | Karriere |
| --------------- | ---- | ---- | ---- | ---- | ---- | ---- | ---- | ---- | ---- | ---- | ---- | ------ | -------- |
| Australian Open | —    | 2    | 2    | 1    | —    | —    | —    | —    | —    | 1    | 1    | 2:5    | 2        |
| French Open     | AF   | 2    | 3    | 1    | —    | —    | —    | 1    | 1    | 1    | 2    | 7:8    | AF       |
| Wimbledon       | 1    | 1    | 2    | 1    | —    | —    | —    | —    | 1    | 2    | 1    | 2:7    | 2        |
| US Open         | 1    | 1    | 2    | —    | —    | —    | —    | —    | 2    | 1    | —    | 2:5    | 2        |

### Doppel
| Turnier         | 2001 | 2002 | 2003 | 2004 | 2005 | 2006 | 2007 | 2008 | Bilanz | Karriere |
| --------------- | ---- | ---- | ---- | ---- | ---- | ---- | ---- | ---- | ------ | -------- |
| Australian Open | —    | 1    | 1    | —    | —    | —    | —    | —    | 0:2    | 1        |
| French Open     | —    | 1    | 2    | —    | —    | —    | —    | 2    | 2:3    | 2        |
| Wimbledon       | —    | 1    | 1    | —    | —    | —    | —    | —    | 0:2    | 1        |
| US Open         | —    | 2    | 1    | —    | —    | —    | —    | —    | 1:2    | 2        |